# André Mareschal
André Mareschal (* im 17. Jahrhundert; † im 17. Jahrhundert) war ein französischer Schriftsteller und Dramatiker.

## Leben und Werk
André Mareschal, von dem weder Geburts- noch Todesjahr bekannt sind, war Rechtsanwalt und Bibliothekar von Gaston de Bourbon, duc d’Orléans, Bruder von König Heinrich III. Er veröffentlichte ab 1625 eigene Texte, 1626 (mit anderen) Gedichte in dem 1626 erschienenen Sammelband Recueil des plus beaux vers und 1627 einen Roman, La Chrysolite, den man mit Charles Sorels Francion von 1623 verglichen hat. Dem ersten seiner 9 Theaterstücke, die von 1631 bis 1646 erschienen, La Généreuse Allemande, setzte er ein berühmt gewordenes Vorwort voran, in dem er sich (offenbar als erster) gegen die aristotelische Einheit von Raum, Zeit und Handlung aussprach. Seit 1973 wurden 7 seiner Stücke neu herausgegeben.

## Werke

### Dichtung
- Les Feux de joie de la France sur l’heureuse alliance d’Angleterre et la descente des Dieux en France pour honorer la fête de cette alliance. B. Martin, Paris 1625.
- Autres Œuvres poétiques. Pierre Rocolet, Paris 1630. In: La Généreuse Allemande, 1631.
- Le Portrait de la jeune Alcidiane. Veuve Camusat, Paris 1641.

### Theater
- La Généreuse Allemande, ou le triomphe d’amour, tragi-comédie mise en deux journées. Pierre Rocolet, Paris 1631. (mehr als 2000 Verse)
  - (moderne Ausgabe) Tragi-comédies. Hrsg. Hélène Baby. 2 Bde. Classiques Garnier 2010–2013. 1. La Généreuse Allemande. 2010.
- L’Inconstance d’Hylas, tragé-comédie pastorale. François Targa, Paris 1635. (Schäferspiel)
- La Sœur valeureuse ou l’aveugle amante. Tragi-comédie. Antoine de Sommaville, Paris 1635.
  - (moderne Ausgabe) Tragi-comédies. Hrsg. Hélène Baby. 2 Bde. Classiques Garnier 2010–2013. 2. La Sœur valeureuse ou l’Aveugle Amante et Le Mausolée. 2013.
- Le Railleur ou la Satire du temps. Comédie. Toussaint Quinet, Paris 1638.
  - (moderne Ausgabe) Hrsg. Giovanni Dotoli. Bologna, Pàtron, Bologna 1973.
  - (moderne Ausgabe in:) Comédies. Hrsg. Véronique Lochert. Classiques Garnier, Paris 1911, S. 73–179.
- La Cour bergère ou l’Arcadie de Messire Philippe Sidney. Toussaint Quinet, Paris 1640.
  - (moderne Ausgabe) Hrsg. Lucette Desvignes. Publications de l’Université de Saint-Étienne, Saint-Étienne 1981.
- Le Véritable Capitan Matamore ou le Fanfaron. Comédie. Toussaint Quinet, Paris 1640.
  - (moderne Ausgabe in:) Comédies. Hrsg. Véronique Lochert. Classiques Garnier, Paris 1911, S. 249–379.
- Le Mauzolée. Tragicomédie. Toussaint Quinet, Paris 1642.
  - (moderne Ausgabe) Tragi-comédies. Hrsg. Hélène Baby. 2 Bde. Classiques Garnier 2010–2013. 2. La Sœur valeureuse ou l’Aveugle Amante et Le Mausolée. 2013.
- Le Jugement équitable de Charles le Hardi dernier duc de Bourgogne. Tragédie. Toussaint Quinet, Paris 1645.
  - (moderne Ausgabe) Hrsg. Christine Griselhouber. STFM, Paris 1995.
- Le Dictateur romain. Tragédie. Toussaint Quinet, Paris 1646.

### Roman
- La Chrysolite ou le secret des romans. Toussaint du Bray, Paris 1627.